# The Machinations of Dementia
The Machinations of Dementia è il primo album in studio della band statunitense Blotted Science. Il disco è uscito il 18 settembre 2007 per l'etichetta EclecticElectric.

## Informazioni
L'album ha sofferto delle varie sostituzioni avvenute all'interno del gruppo, infatti la scrittura delle canzoni era già iniziata nel 2005, ma vista la rinuncia del batterista iniziale Chris Adler per i troppi impegni con la sua band, i Lamb of God, è stata necessaria la ricerca di un nuovo batterista, durata più tempo del previsto.
Ciononostante l'album contiene ben 16 tracce, caratterizzate tutte da grande complessità tecnica e compositiva.
Come infatti dichiarato dal chitarrista Ron Jarzombek, ben il 75% dell'album è stato scritto basandosi sulla tecnica dei dodici toni, concepita dal dotato compositore Arnold Schönberg nel 1920.

## Tracce
1. - Synaptic Plasticity
2. - Laser Lobotomy
3. - Brain Fingerprinting
4. - Oscillation Circles
5. - Activation Synthesis Theory
6. - R.E.M.
7. - Night Terror
8. - Bleeding in the Brain
9. - Vegetation
10. - Narcolepsy
11. - E.E.G. Tracings
12. - Sleep Depravation
13. - The Insomniac
14. - Amnesia
15. - Adenosine Breakdown
16. - Adenosine Builtup

## Formazione
- Ron Jarzombek (Chitarra)
- Alex Webster (Basso)
- Charlie Zeleny (Batteria)